# 나사로 분류군

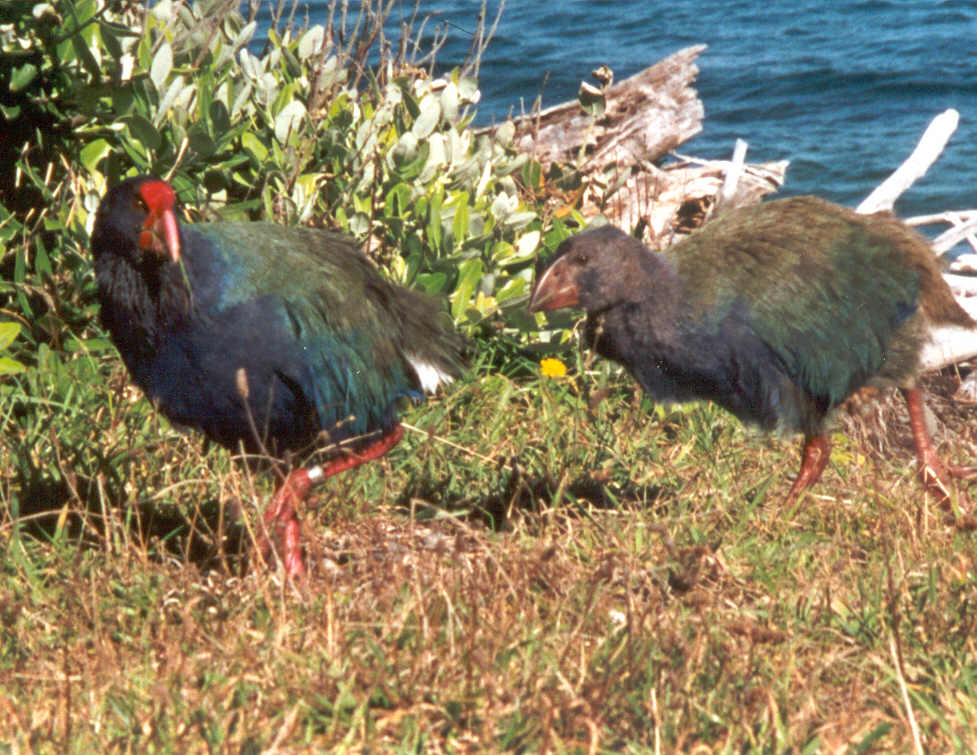
뉴질랜드의 타카헤는 1948년 '재발견'된 1898년 이후 한 번도 발견되지 않았다.

고생물학에서 나사로 분류군(Lazarus taxon)은 화석 기록에서 하나 이상의 기간 동안 사라지고 나중에 다시 나타날 분류군이다. 마찬가지로 보존 생물학 및 생태학에서는 멸종된 것으로 생각되었다가 재발견된 종이나 개체군을 가리킬 수 있다. 나사로 분류군이라는 용어는 1983년 Karl W. Flessa와 David Jablonski에 의해 만들어졌고 1986년 Jablonski에 의해 의미가 확장되었다. Wignall과 Benton은 나사로 분류군을 "생물학적 위기의 시기에 많은 분류군이 멸종했지만 다른 분류군은 화석 기록에서 일시적으로 사라지고 종종 수백만 년 단위로 측정된 후 변경되지 않은 상태로 다시 나타난다"라고 정의했다. 이전 작업은 Christopher RC Paul의 작업과 같이 나사로 분류군이라는 이름을 사용하지 않고 개념을 지원한다.
이 용어는 예수 그리스도가 나사로를 죽은 자 가운데서 살리신 기독교 성서 요한복음의 이야기를 나타낸다.

## 잠재적인 설명
나사로 분류군은 국소 멸종으로 인해 나중에 다시 공급되거나 표집으로 인해 발생하는 것으로 보이는 관측 인공물이다. 화석 기록은 본질적으로 산발적이며(생물의 아주 작은 부분만이 화석화되고 파괴되기 전에 훨씬 더 작은 부분이 발견됨), 특히 한 분류군의 개체 수가 매우 적을 때 반드시 멸종으로 인한 것이 아님에도 일정한 간격을 만들 수 있다.
페름기-트라이아스기 대멸종과 같은 대량 멸종 이후 많은 분류군에서 나사로 효과가 발생했다. 그러나 풍부한 화석 유적지 및 나사로 분류군의 비율과 관련이 없는 것으로 보이며 잠재적 피난처에서 누락된 분류군은 발견되지 않았다. 따라서 나사로 분류군의 재등장은 아마도 멸종의 여파 동안 극도로 희귀한 기간 후에 반등을 반영하는 것 같다.

## 유사 개념
엘비스 분류군은 수렴 진화를 통해 멸종된 분류군을 대체한 유사종을 일컫는다.
좀비 분류군은 해당 분류군이 멸종되기 이전의 지층에서 수집된 표본을 포함하는 분류군이다. 나중에 그러한 화석은 원래의 이음새에서 빠져 나와 더 젊은 퇴적물에서 재화석화 된 것으로 판명되었다. 예를 들어, 삼엽충은 캄브리아기 시대 석회암 기질에서 침식되어 중신세 시대 실트암으로 화석화되었다.
살아있는 화석은 화석 잔해에 비해 거의 변화가 없어 동일한 것으로 간주되는, 현존하는 분류군이다. 이 속의 살아있는 종은 화석 완족류와 동일하지 않지만, 살아있는 화석은 완족동물인 링굴라(Lingula)와 같은 화석 기록에서 규칙적으로 나타날 수 있다.
그러나 실러캔스에 적용되는 것과 같이 상당한 기간 동안 화석 기록에서 누락된 다른 살아있는 화석도 나사로 분류군이다.
마지막으로, "라자루스 종(Lazarus species)"이라는 용어는 화석 기록에 나타나지 않은 채 수년 동안 널리 멸종된 것으로 여겨진 후에도 여전히 살아있는 것으로 재발견된 유기체에 적용된다. 이 경우에도 나사로 분류군이라는 용어는 적용된다.

## 다시 나타나는 화석 분류군

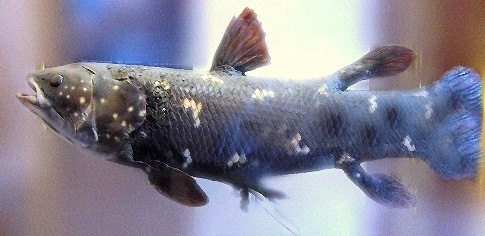
실러캔스 Latimeria chalumnae

- 덤불개(Speothos venaticus), Speothos 속의 마지막 생존 종, 1842년 Peter Wilhelm Lund가 브라질 동굴에서 발견된 화석을 기반으로 멸종된 분류군으로 처음 기술했다. Lund는 1843년에 살아있는 표본이 화석과 같은 종이라는 것을 깨닫지 못한 채 발견하고 기술하여 살아있는 덤불개를 Icticyon속의 구성원으로 불렀다. 이것은 20세기까지 수정되지 않았다.[7]
- 챠코패커리(Catagonus wagneri), Catagonus 속의 마지막 생존 종. 멸종된 Platygonus 속과 가장 가까운 살아있는 친척으로 여겨진다. 1930년에 화석으로 멸종된 것으로 처음 기술됨. 1974년에 발견된 살아있는 표본.[8]
- 실러캔스(Latimeria), 6600만 년 전에 멸종된 것으로 생각되는 아류(Actinistia)의 구성원, 1938년에 발견된 살아있는 표본.[9]
- 흑범고래, 영국의 고생물학자이자 생물학자인 Richard Owen이 1843년 영국 Lincolnshire의 Stamford에서 발견된 두개골을 기반으로 처음 기술했으며 약 126,000년 전 홍적세 중기까지 거슬러 올라간다. 최초의 사체는 1861년 덴마크의 킬 만(Kiel Bay) 기슭에 떠올랐으며 이 시점까지 이 종은 멸종된 것으로 생각되었다.
- 1,500만 ~ 2,000만 년 된 화석에서만 이전에 알려진 속을 나타내는 밤나무 참나무(Eidothea hardeniana, Eidothea zoexylocarya)는[10] 각각 2000년과 1995년[11]에 인식되었다.
- 1,500만~2,000만 년 전에 멸종된 것으로 생각되는 돌리코데린 개미 속인 Gracilidris는 파라과이, 브라질, 아르헨티나에서 발견되었으며 2006년에 다시 기술되었다.[12]
- Atelestid 파리의 속인 Alavesia는 1999년에 원래 1억 년이 넘는 호박에서 화석으로 발견되었으며, 2010년에는 나미비아에서 발견된 살아있는 종이다.
- 1,100만 년 전에 멸종된 것으로 생각되는 과(Diatomyidae)의 일원인 라오스바위쥐 (Laonastes aenigmamus), 1996년에 발견.[13]
- 수목에 서식하는 친칠라쥐(Cuscomys spp.)는 원래 1912년에 기술된 고대 잉카 무덤에서 발견된 고고학적 유물에서만 알려진 단일 종(Cuscomys oblativus)을 기반으로 기술되었으며 거의 한 세기 동안 멸종된 것으로 여겨진다. 두 번째 종(Cuscomys ashaninka)은 1999년 페루에서 살아있는 것으로 발견되었으며, 2009년 마추픽추에서 촬영된 사진에 따르면 C. oblativus 도 여전히 생존하고 있다.
- 1977년 화석 잔해에서 기술된 Alytidae 계통의Majorcan midwife toad(Alytes muletensis)는 1979년에 살아서 발견되었다.
- 1941년 화석으로 기록된 침엽수 속, 메타세퀘이아가 1944년에 살아서 재발견되었다.
- Monito del monte (Dromiciops), Microbiotheria 목의 유일한 생존 구성원. 1894년에 처음 기술되었으며 1,100만 년 전에 멸종된 것으로 생각된다.
- 원래 플라이스토세 쓰레기 더미에서 기술된 벌머과일박쥐 (Aproteles bulmerae)는 이후 토착 뉴기니의 다른 곳에서 살아있는 채로 발견되었다.[14]

나사로 분류군은 화석 기록의 산발적인 특성을 반영한다.

- 단판류, 데본기 중기(약 3억 8천만 년 전)에 멸종된 것으로 여겨지는 연체동물의 일종으로 1952년 코스타리카 앞바다 깊은 물에서 생명체가 발견되었다.[15]
- 마운틴 피그미 주머니쥐(Burramys parvus), 1895년 화석 기록에서 처음 발견됨. 1966년에 살아서 재발견되었다.
- Schinderhannes bartelsi, 이전에는 캄브리아기 화석에서만 알려졌던 Radiodonta 목의 데본기 구성원인 1억년 전.
- Submyotodon, 원래 약 1100만년에서 1600만년 전 독일 중신세에서 기술된 단일 화석 종(S. petersbuchensis)에서 알려진 박쥐 속. 2015년에 대만과 중국의 박쥐에 대한 계통 발생 분석에서 이전에 Myotis로 분류된 3종의 박쥐(M. caliginosus, M. latirostris 및 M. moupinensis)가 Myotis 의 다른 구성원과 완전히 구별되고 대신 더 밀접하게 연관되어 있음을 발견했다. 화석 Submyotodon, 따라서 Submyotodon에서 그들을 재분류하여 속을 다시 한 번 존재하게 만든다.[16][17]
- 아라우카리아과(Araucariaceae)에 속하는 침엽수의 속인 울레미 소나무(Wollemi pine), 이전에는 200만년에서 9000만년 전의 화석에서만 알려졌으며 1994년에 재발견되었다.[18]
- Calliostoma bullatum, 심해 바다 달팽이의 일종이다. 1844년에 이탈리아 남부의 심해 산호와 관련된 퇴적물의 화석 표본에서 처음 기술되었으며, 2019년에는 모리타니 해안의 심해 산호초에서 현존하는 개체가 기술되었다.[19]

## IUCN 적색 목록 중 재발견

### 식물

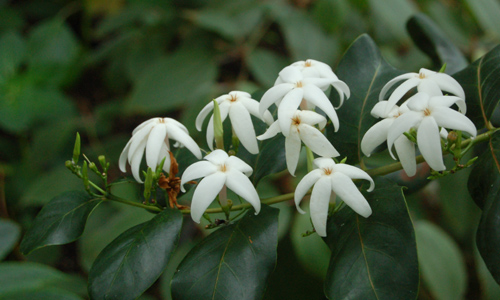
카페 마론

- Afrothismia pachyantha, Burmanniaceae 계통, 1905년에 처음 발견되어 1995년에 재발견되었다.
- Antirhea tomentosa, Rubiaceae 계통, 1780년에 처음 발견되어 1975년에 재발견되었다.
- Asplundia clementinae, Cyclanthaceae 계통의 식물 종.
- 황기
- Badula platyphylla, Primulaceae 계통의 식물 종.
- 무딘 왕겨 꽃 (Achyranthes mutica), Amaranthaceae 계통의 식물 종.
- Bulbophyllum filiforme, 난초과에 속하는 착생 식물의 한 종, 1895년에 처음으로 식물학적으로 기술되었다.
- Bulbostylis negegla, Cyperaceae과의 고유종 구성원, 1806년에 처음 수집되었으며 2008년에 재발견되었다.
- Ramosmania rodriguesii은 1950년대에 멸종된 것으로 생각되었지만 1980년에 재발견되었다.
- 동백나무과(The family Theaceae)의 동백나무(Camellia piquetiana), 19세기에 발견되어 2003년에 재발견되었다.
- Alsinidendron viscosum, Caryophyllaceae 계통 .
- 시에라리온고분지커피나무
- 도라지과에 속하는 Cyanea dunbariae, 1992년 재발견.
- Cyanea kuhihewa
- 도라지과에 속하는 Cyanea procera .
- Dysphania pusilla은 1959년 이후 멸종된 것으로 생각되었지만 2015년에 재발견되었다.
- Eidothea hardeniana
- Eugenia bojeri, Myrtaceae 계통의 식물 종 .
- 유프라시아 아르구타(Euphrasia arguta), 유프라시아(Euphrasia) 속의 식물, 오로반차세애(Orobanchaceae), 1904년 이후 멸종된 것으로 생각되었다가 2008년에 재발견되었다.
- Franciscan manzanita (Arctostaphylos hookeri)는 1942년 이후 야생에서 멸종된 것으로 생각되었으며 2009년에 재발견되었다.
- Furbish's lousewort (Pedicularis furbishiae), 캐나다 종은 1880년에 멸종된 종으로 확인되었으며 1970년대에 재발견되었다.
- 아욱과에 속하는 꽃 식물인 Hibiscadelphus woodii는 2016년에 멸종을 선언했고 3년 후에 재발견되었다.
- 해파리나무(Medusagyne oppositifolia), Ochnaceae과의 Medusagyne 속의 유일한 구성원, 1970년까지 멸종된 것으로 생각됨.
- Mammillaria schwarzii, Cactaceae 계통 의 식물 종, 1987년에 재발견될 때까지 한동안 멸종된 것으로 생각되었다.
- Ligusticum albanicum
- Medemia argun 가족 Arecaceae, 그것은 Medemia 속의 유일한 종이다.
- 메타세쿼이아
- Eriogonom truncatum, 폴리곤과(Polygonaceae), 1935년경에 멸종된 것으로 생각되었지만 2005년에 다시 발견되었고 2016년에 다시 발견되었다.
- Madhuca diplostemon, Sapotaceae 계통의 나무, 1835년에 처음 수집되었으며 2019년에 재발견되었다.
- Pittosporum tanianum, Pittosporaceae 계통의 식물 종.
- Ranunculus mutinensis
- Rhaphidospora cavernarum, Acanthaceae 계통의 식물 종, 1873년 이후 멸종된 것으로 생각되었지만 2008년에 이전되었다.
- Lachanodes arborea, 국화과에 있는 작은 나무이다.
- Abies nebrodensis, Pinaceae 계통 .
- Takhtajania perrieri, Winteraceae 계통의 꽃 피는 식물 속, 1909년에 처음 수집되었으며 1963년에서 1997년 사이에 여러 번 재발견 및 재분류되었다.
- Turbinicarpus gielsdorfianus, 선인장과에 속하는 식물의 한 종.
- Betula uber, 자작나무과에 속하는 희귀종 나무, 1914년에 처음 발견, 1975년까지 멸종된 것으로 생각
- Abutilon pitcairnense, 아욱과에 속하는 식물의 한 종. 이 식물은 2003년까지 멸종된 것으로 간주되었다.

#### 품종
- 유대 대추야자, 기원전 155년에서 서기 64년 사이의 씨앗으로 발견되었으며 2005년에 다시 심었다.
- 몬트리올 멜론, 19세기에 사라졌다가 1996년 몇 세대 만에 재발견된 흔한 식물.
- 아라홍련, 15세기에 존재했다가 09년 유물에서 씨앗이 발견되어 2010년에 다시 심었다.

### 스펀지
- Neptune's Cup (Cliona patera), Clionaidae 계통의 데모 스폰지 종, 1908년 남획으로 멸종된 것으로 생각되어 2011년에 재발견되었다.[20]

### Annelids
- Driloeirus americanus, Drilloleirus 속에 속하는 지렁이의 한 종, 1980년대에 멸종된 것으로 생각되었지만 2006년에 다시 발견되었다.[21]

### 곤충
- Dryococcelus australis, Phasmatodae 과에 속하는 막대곤충의 일종, 1930년에 멸종된 것으로 생각되었다가 2001년에 재발견되었다.
- Hadramphus tuberculatus, Curculionidae 계통, 1877년에 처음 발견되어 1922년에 마지막으로 발견되어 2004년에 재발견되었다.
- Hylaeus (Pharohylaeus) lactiferus
- Lestes patricia
- 세계에서 가장 큰 벌인 Megachile pluto. 처음 수집된 1858년 이후에는 볼 수 없었으며 1981년에 재발견되었다.[22]
- 단일 종으로 구성된 희귀 개미 속인 공룡개미(Nothomyrmecia macrops)는 1931년에 발견되었으며 1977년까지 다시 볼 수 없었다.
- Petasida ephippigera, Pyrgomorphidae 계통의 메뚜기 종, 1900년부터 1971년까지 멸종된 것으로 생각되었으며, 수컷 표본 한 마리가 발견되고 얼마 지나지 않아 번식 쌍이 뒤따랐다.
- Schizodactylus inexspectatus는 1901년에 발견된 단일 표본으로 알려져 있고 2005년에 다시 발견될 때까지 멸종된 것으로 추정되는 터키의 사구 거주 귀뚜라미이다.
- Thyreophora cynophila, Piophilidae 계통, 2009년 스페인에서 촬영되기 전에 중부 유럽(1850년)에서 처음으로 기술되었고(1794년) 마지막으로 목격되었다.[23]
- Xylotoles costatus는 딱정벌레과에 속하는 딱정벌레의 일종이다. 1910년 피트 섬에서 마지막으로 관찰되었으며 1987년 채텀 제도 인근 섬에서 다시 발견되었다.[24]

### 갑각류
- Ombrastacoides parvicaudatus

### 거미류
- Alopecosa fabrilis

### 어류
- Batman River Loach, 1970년대 이후로 볼 수 없었던 미꾸라지 종. 2021년 재발견.[25]
- 쿠니마스(Oncorhynchus nerka kawamurae), 연어과에 속하는 일본 연어 종, 보전 시도가 실패한 것처럼 보인 후 1940년에 멸종된 것으로 믿어졌다. 이 종은 2010년 사이코 호수에서 재발견되었으며, 이전의 보존 노력으로 그곳에 도입된 후 살아남았다.
- 부드러운이빨검은상어 (Carcharhinus leiodon), 상어과(Carcharhinidae)에 속하는 상어의 일종, 1902년 잡힌 표본에서만 알려진 이 상어는 2008년 수산시장에서 재발견됐다.
- Pondicherry shark
- Whitetip weasel shark
- Ornate sleeper-ray
- Flapnose houndshark

### 양서류

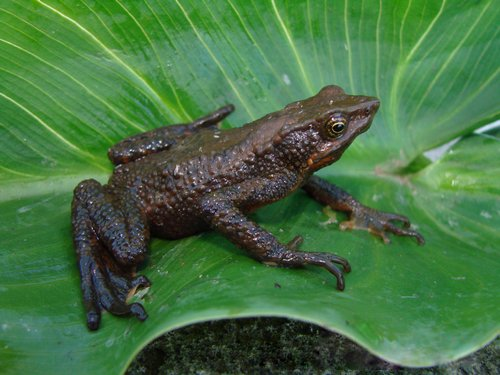
Atelopus nahumae

- Litoria lorica, Hylidae 계통의 개구리 종, 1976년 처음 발견되어 2008년 재발견되었다.
- Ansonia latidisca (삼바스 스트림 두꺼비, 보르네오 무지개 두꺼비) 가족 Bufonidae, 1924년 처음 발견되어 2011년 재발견되었다.
- Atelopus arsyecue는 2019년에 재발견될 때까지 30년 넘게 볼 수 없었다.
- 2006년에 재발견될 때까지 1995년 이후 멸종된 것으로 여겨지는 Bufonidae 계통의 진정한 두꺼비 종인 색칠된 개구리 (Atelopus ebenoides marinkelei).
- Atelopus ignescens (Jambato 두꺼비, Quito 그루터기 두꺼비), Bufonidae 계통의 두꺼비 종, 1988년에 마지막으로 목격된 이후로 2016년에 재발견될 때까지 멸종된 것으로 생각되었다.[26]
- Atelopus laetissimus, 두꺼비과에 속하는 두꺼비 종.
- Atelopus longirostris
- Atelopus mindoensis
- Atelopus nahumae, 두꺼비과에 속하는 두꺼비의 일종.
- Atelopus varius 코스타리카와 파나마 사이의 탈라만카 산지 숲 에 고유한 두꺼비이다.[26]
- 부루롱 개구리 (Ranoidea booroolongensis)
- 팔레스티나얼룩개구리(Discoglossus nigriventer), Latonia 속의 유일한 살아있는 구성원, 1950년대에 멸종된 것으로 생각되다가 2011년에 재발견되었다.
- 미국 친초나 플랜테이션 나무개구리 (Isthmohyla rivularis), Hylidae 계통의 희귀 개구리 종, 2007년에 재발견될 때까지 멸종된 것으로 생각되었다.
- 볼리비아 코크란 개구리 (Nymfargus bejaranoi), 2020년 초 재발견될 때까지 18년 이상 동안 보이지 않았다.
- 검은점프도롱뇽 (Ixalotriton niger), Plethodontidae 계통에 속하는 도롱뇽의 일종, 2000년과 2006년과 2007년에 다시 발견될 때까지 멸종된 것으로 믿어졌다.
- -Bufo cristatus는 Bufonidae 계통에 속하는 심각한 멸종 위기에 처한 두꺼비 종이다.
- Alytes muletensis
- Taudactylus rheophilus (북부 팅커 개구리, 팅클 개구리), Myobatrachiidae 과에 속하는 개구리의 일종.
- Philautus chalazodes (chalazodes 거품 둥지 개구리, 흰색 점박이 덤불 개구리 또는 Günther의 덤불 개구리), Rhacoporidae 계통의 개구리 종, 2011년 재발견될 때까지 이 종의 확인 가능한 보고는 없다.
- Guttman's Stream frog (Pulchrana guttmani)
- 수마트라 두꺼비(Bufo sumatranus)는 두꺼비과에 속하는 두꺼비의 일종이다.
- Telmatobufo venustus, Calyptocephalellidae 계통의 개구리 종, 1899년부터 1999년까지 발견되지 않았다.
- Thorius minutissimus, Plethodontidae 계통의 도롱뇽 종.

### 포유류

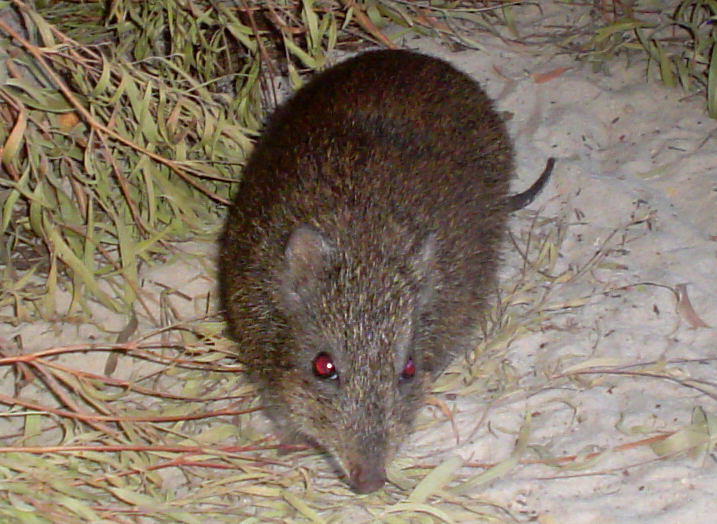
길버트쥐캥거루

- 검은발족제비 (Mustela nigripes), 1981년에 재발견될 때까지 1979년에 멸종된 것으로 추정되는 북아메리카 종. 발견된 흰 족제비의 사육 프로그램을 통해 야생에 성공적으로 재도입.
- 고삐발톱꼬리왈라비 (Onychogalea fraenata), 거대 동물의 취약종, 1937년 마지막으로 확인된 이후 멸종된 것으로 생각되었지만 1973년에 재발견되었다.
- 굴드쥐 (Pseudomys gouldii)
- 길버트쥐캥거루 (Potorous gilbertii), 19세기부터 1994년까지 멸종된 것으로 추정되는 매우 희귀한 오스트레일리아 포유류.
- 노랑꼬리양털원숭이(Lagothrix flavicauda), 1812년 모피에서 처음 기술되었고 1926년까지 살아있는 표본이 발견되지 않음.
- 뉴기니큰귀박쥐 (Pharotis imogene)는 이전에 마지막으로 발견된 1890년 이후 멸종된 것으로 여겨졌다. 2012년에 연구자들은 Kamali 근처에서 수집된 암컷 박쥐가 이 종의 일원이라는 것을 깨달았다.[27]
- 뉴홀랜드쥐 (Pseudomys novaehollandiae), 1843년 조지 워터하우스가 기술한 후 1967년 시드니 북부의 쿠링가이 체이스 국립공원에서 재발견.
- 디나가트붓꼬리구름쥐 (Crateromys australis), 1974년 발견 후 멸종된 것으로 추정되었지만 2012년에 재발견.
- 동부검은볏긴팔원숭이 (Nomascus nasutus)
- 루즈벨트문착 (Muntiacus rooseveltorum), 2014년 베트남 타인호아성의 쑤언 리엔 자연 보호 구역에서 재발견.
- 리드비터주머니쥐 (Gymnobelideus leadbeateri), 1965년까지 멸종된 것으로 생각됨.
- 마추픽추친칠라쥐 (Cuscomys oblativus), 1400년대 또는 1500년대 이후 멸종된 것으로 생각되지만 2009년 페루 마추 픽추 근처에서 재발견.
- 마호가니유대하늘다람쥐 (Petaurus gracilis), 1883년에 기술되었으며 1886년과 1973년 사이에는 기록되지 않았다. 1989년 퀸즐랜드 박물관 의 탐험에서 살아있는 인구를 발견했다.
- 밀러랑구르 (Presbytis canicrus), 2004년 멸종된 것으로 추정되었으나 2012년 재발견.
- 바바리아소나무밭쥐 (Microtus bavaricus), 비단털쥐과에 속하는 들쥐. 1960년대에 멸종된 것으로 여겨져 2000년에 재발견.
- 베트남쥐사슴 (Tragulus versicolor), 1990년 사냥꾼에게서 얻은 표본에서 마지막으로 알려진 후 2019년 예상 서식지 조사에서 여러 객체가 사진으로 목격될 때까지 거의 30년 동안 다시 볼 수 없었음.
- 부비에붉은콜로부스 (Piliocolobus bouvieri), 2015년에 재발견된 콜로부스원숭이의 일종.
- 브라질나무쥐 (Rhagomys rufescens), 비단뱀과의 남미 설치류 종, 1886년에 처음 기술되었으며 100년 넘게 멸종된 것으로 믿어졌다.
- 빔머땃쥐 (Crocidura wimmeri)는 1976년 이후 멸종된 것으로 여겨졌지만 2012년 코트디부아르에서 재발견.
- 산티아고갈라파고스쥐 (Nesoryzomys swarthi), 멸종된 것으로 생각되어 1906년에 마지막으로 기록되었지만 1997년에 재발견.
- 샌퀸틴캥거루쥐 (Dipodoys gravipes), 이전에 1986년에 목격되었으며 2017년 재발견될 때까지 멸종 위기에 처함.[28]
- 양털날다람쥐 (Eupetaurus cinereus), 1990년대에 살아있는 표본이 수집될 때까지 19세기 후반 파키스탄에서 수집된 가죽으로만 알려져 있다.
- 짧은발루손나무쥐 (Carpomys melanurus)는 1896년 이후 멸종된 것으로 여겨졌지만 2008년 루손 북부의 풀라그 산에서 재발견.
- 줄리아크릭두나트 (Sminthopsis douglasi), 1990년대에 재발견될 때까지 멸종된 것으로 생각되었다.
- 중부바위쥐(Zyzomys pedunculatus), (중앙 바위 쥐, 중앙 두꺼운 꼬리 바위 쥐, Macdonnell Range 바위 쥐, 오스트레일리아 토종 쥐, 쥐 또는 쥐꼬리줄기), 쥐과에 속하는 설치류, 1990년과 1994년에 멸종된 것으로 생각되어 2001년과 2002년에 다시 나타날 때까지 이 종은 2013년까지 기록되지 않았다.
- 카스피해말 (Equus ferus caballus), 메소포타미아 말의 후손으로 생각되며 기원전 3400년으로 거슬러 올라가지만 1960년대에 재발견.
- 쿠바솔레노돈 (Atopogale cubana), 2003년 살아있는 표본이 발견될 때까지 멸종된 것으로 생각되었다.
- 타마왈라비 (Macropus eugenii), 오스트레일리아 본토 종으로 1925년부터 1998년 뉴질랜드에서 침입한 왈라비와 유전적으로 일치할 때까지 멸종된 것으로 추정.
- 페르난디나쌀쥐 (Nesoryzomys fernandinae), 1996년에 멸종된 것으로 생각되었지만(1980년에 마지막으로 관찰됨) 1990년대 후반에 다시 발견되었다.
- 피나투보화산쥐 (Apomys sacobianus)
- 필리핀벌거숭이등과일박쥐 (Dobsonia chapmani), 1964년 이후 한 마리도 목격되지 않았기 때문에 IUCN에 의해 1996년 멸종된 것으로 선언되었지만 박쥐는 2000년에 재발견.[29]
- 훔볼트담비 (Martes caurina humboldtensis), 태평양담비의 아종은 1996년 북부 캘리포니아의 Six Rivers 국유림의 원격 카메라 함정에서 재발견될 때까지 멸종된 것으로 생각되었다.

### 파충류

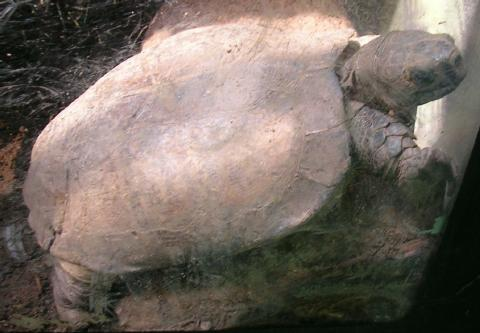
아라칸 숲거북.

- 2016년에 재발견된 알바니 가새(Bitis albanica).
- 아라칸 숲거북 (Heosemys depressa)은 1908년에 마지막으로 관찰되었지만 1994년에 다시 발견되었다.
- 멸종 위기에 처한 브라질의 대서양 산림 생태계 고유종인 Cropan's boa (Corallus Cropanii)가 2017년에 재발견되었다.
- 큐폴라 도마뱀붙이 (Mokopirirakau cupola)
- 1974년에 재발견된 El Hierro 거대 도마뱀 (Gallotia simonyi).
- 에리스로람프루스 오르나투스
- Varanus olivaceus, 1845년에 기술되었으며 130년 동안 과학자들에게 다시 보이지 않았다.
- 1999년에 재발견된 라 고메라 거대 도마뱀 (Gallotia bravoana).
- 라 팔마 자이언트 도마뱀 (Gallotia auritae)은 1500년 이후 멸종된 것으로 생각되었지만 2007년에 재발견되었다.
- 1994년에 재발견된 뉴칼레도니안 크레스티드 게코 (Correlophus ciliatus)[30]
- 안경카이만
- Aipysurus apraefrontalis은 알 수 없는 이유로 애쉬모어 까르띠에 제도의 원래 서식지와 헤어진 후 2015년에 재발견되었다.
- 길이 50cm의 도마뱀인 테러스킨크(Phoboscincus bocourti)는 1870년경에 포획된 단일 표본에서 이전에 알려졌으며 오랫동안 멸종된 것으로 여겨졌다. 2003년에 작은 섬에서 재발견되었다.
- 남부 강 테라핀 (Batagur affinis)
- 페르난디나 섬 갈라파고스 거북이 (Chelonoidis phantasticus), 1906년 단일 수컷 표본에서만 알려져 있으며 20세기부터 2010년대까지 추정되는 배설물과 물린 자국이 있다. 2019년 Animal Planet 쇼 Extinct or Alive를 위해 탐험을 하던 중 섬에서 암컷 객체가 재발견되었다.[31]
- Furcifer voeltzkowi

### 조류
- Antioquia brushfinch (Atlapetes blancae)
- Bahia tapaculo (Eleoscytalopus Psychopompus)
- Banggai 까마귀, 1884/1885 이후 기록되지 않았으며 2008년 사진으로 확인되었다.
- 1929년에서 2007년 사이에 볼 수 없었던 솔로몬바다제비 (Pseudobulweria beckii).
- Berlepsch's parotia (Parotia berlepschi)
- Bermuda petrel 또는 "cahow"(Pterodroma cahow)는 1951년 버뮤다의 무인 암석 노두에서 18쌍의 중첩이 발견될 때까지 1620년 이후 멸종된 것으로 생각되었다. 버뮤다인 David B. Wingate는 새를 다시 데려오는 데 일생을 바쳤으며 2011-12 번식기에는 100쌍을 넘었다.[32]
- Otus pauliani
- Malacocincla perspicillata
- 파란눈땅비둘기(Columbina canopis)
- Bruijn's brush-turkey(Aepypodius bruijnii)
- Dicaeum quadricolor
- 제비갈매기(Thalasseus bernsteini)는 2000년에 작은 번식 식민지가 발견될 때까지 60년 넘게 20세기 중반에 멸종 위기에 처했다.[33]
- Conothraupis mesoleuca는 1938년부터 2003년까지 발견되지 않았지만 Emas 국립 공원의 갤러리 숲에서 재발견되었다.
- 2009년 사진으로 확인된 쿠바연(Chondrohierax wilsonii).
- Dusky starfrontlet(Coeligena orina)
- 쇠산계(Lophura edwardii)는 베트남 꿩으로 1928년부터 1998년 재발견될 때까지 멸종된 것으로 추정된다.
- Pseudobulweria macgillivrayi은 1983년 육지에서, 2009년 바다에서 처음으로 재발견되었다.
- Heteroglaux blewitti는 19세기에 멸종된 것으로 가정했지만 1997년 인도 중부에서 재발견되었다.
- Hapalopsittaca fuertesi
- Amblyornis flavifrons
- 녹색광부리(Calyptomena viridis)는 1941년 이후 멸종된 것으로 선언되었지만 2021년 6월 27일에 재발견되었다.
- Hydrnis gurneyi
- 흰부리딱따구리(Campephilus principalis), "신의 새"는 1987년경 멸종된 것으로 생각되어 1999년, 2004년, 2006년에 아칸소와 플로리다에서 확인되지 않은 목격이 있었다.
- Jerdon's Courser(Rhinoptilus bitorquatus), 인도에서 온 도요 물떼새는 1986년까지 멸종된 것으로 간주되었다.
- Celeus obrieni는 1926년 발견된 이후 표본이 발견되지 않아 멸종 위기에 처한 브라질 딱따구리이다. 2006년 재발견.
- 카카포
- 2006년 태국에서 재발견된 큰부리갈대새Acrocephalus orinus, 이전에는 1867년 인도에서 수집된 표본에서만 알려졌다.
- Trichocichla rufa
- Eutriorchis astur, 이전 목격 이후 60년이 지난 1993년에 재발견되었다.
- Aythya innotata는 1991년 이후 멸종된 것으로 생각되어 2006년 작은 그룹이 발견되었다.
- 1941년에 마지막으로 발견된 Myanmar Jerdon's babbler (Chrysomma altirostre altirostre)가 2015년에 재발견되었다.
- Oceanites maorianus는 1850년에 멸종된 것으로 믿어졌지만 2003년에 다시 목격되었다.
- Pezoporus occidentalis, 1880년대부터 1990년까지 멸종된 것으로 추정되는 매우 희귀한 호주 새이다.
- Atrichornis clamosus
- Lanius newtoni
- São Tomé grosbeak (Neospiza concolor)
- 신천옹 (Phoebastria albatrus)
- 2008년 사진으로 확인된 은빛비둘기(Columba argentina).
- Stresemann's bristlefront(Merulaxis stresemanni)
- Táchira antpitta (Grallaria chthonia), 베네수엘라 antpitta는 1956 년 발견 이후 멸종 위기에 처했지만 El Tamá 국립 공원에서 2017 년에 재발견되었다 .
- Takahe(Porphyrio hochstetteri)는 1898년에 멸종된 것으로 가정했지만 1948년에 다시 발견되었다.
- Utila chachalaca (Ortalis vetula deschauenseei), 온두라스 평원 chachalaca의 아종, 1963년에서 2000년 사이에 기록되지 않았고 2005년에 사진으로 확인되었다 .
- Penelope albipennis
- Leptodon forbesi
- Turnix worcesteri
- Ognorhynchus icterotis
- Cyanolimnas cerverai

### 연체동물
- Discus guerinianus, 마데이란 육지 달팽이는 1996년에 멸종된 것으로 생각되었지만 1999년에 다시 발견되었다.
- 1970년대 초에 마지막으로 목격된 큰 버뮤다 육지 달팽이 (Poecilozonites bermudensis), 1988년 조사 및 2000년, 2002년 및 2004년 연구에서 2014년 해밀턴 시 골목길에서 재발견된 멸종이 확인된 것으로 보인다.[34]
- Elliptio nigella
- Endodonta christenseni
- Medionidus walkeri

## 토론
나사로 분류군의 정의가 모호하기 때문에 RB Rickards와 같은 일부는 나사로 분류군의 존재에 동의하지 않다. Rickards와 Wright는 나사로 분류군 개념의 유용성에 의문을 제기했다. 그들은 "나사로 taxa, refugia and relict animals: evidence from graptolites"에서 누구라도 나사로 효과에 필요한 기간이 정의되어 있지 않기 때문에 화석 기록의 격차가 잠재적으로 나사로 효과로 간주될 수 있다고 주장할 수 있다고 썼다.
그들은 종을 분류하기 위해 이 제목을 사용하는 것보다 생물다양성 변화와 종 풍부도를 시간에 따라 정확하게 표시하고 고생물학적 지리학을 평가하는 것이 더 중요하다고 믿었다.

## 커뮤니케이션 및 교육
환경 문제에 대한 대중의 참여 부족으로 인해 환경 보호론자들은 새로운 커뮤니케이션 전략을 시도하게 되었다. 그 중 하나는 긍정적인 메시지에 초점을 맞추는 것인데, 그 중 나사로 종은 중요한 부분을 차지한다.
종 재발견에만 초점을 맞춘 한 보존 봉사 프로젝트는 한때 멸종된 것으로 생각되었지만 나중에 재발견된 종의 이야기를 전하는 것을 목표로 하는 Lost & Found 프로젝트이다.

## 같이 보기
- 엘비스 분류군
- 살아있는 화석
- 시그너-립스 효과
- 중간 화석
- 좀비 분류군